# John Hoeven

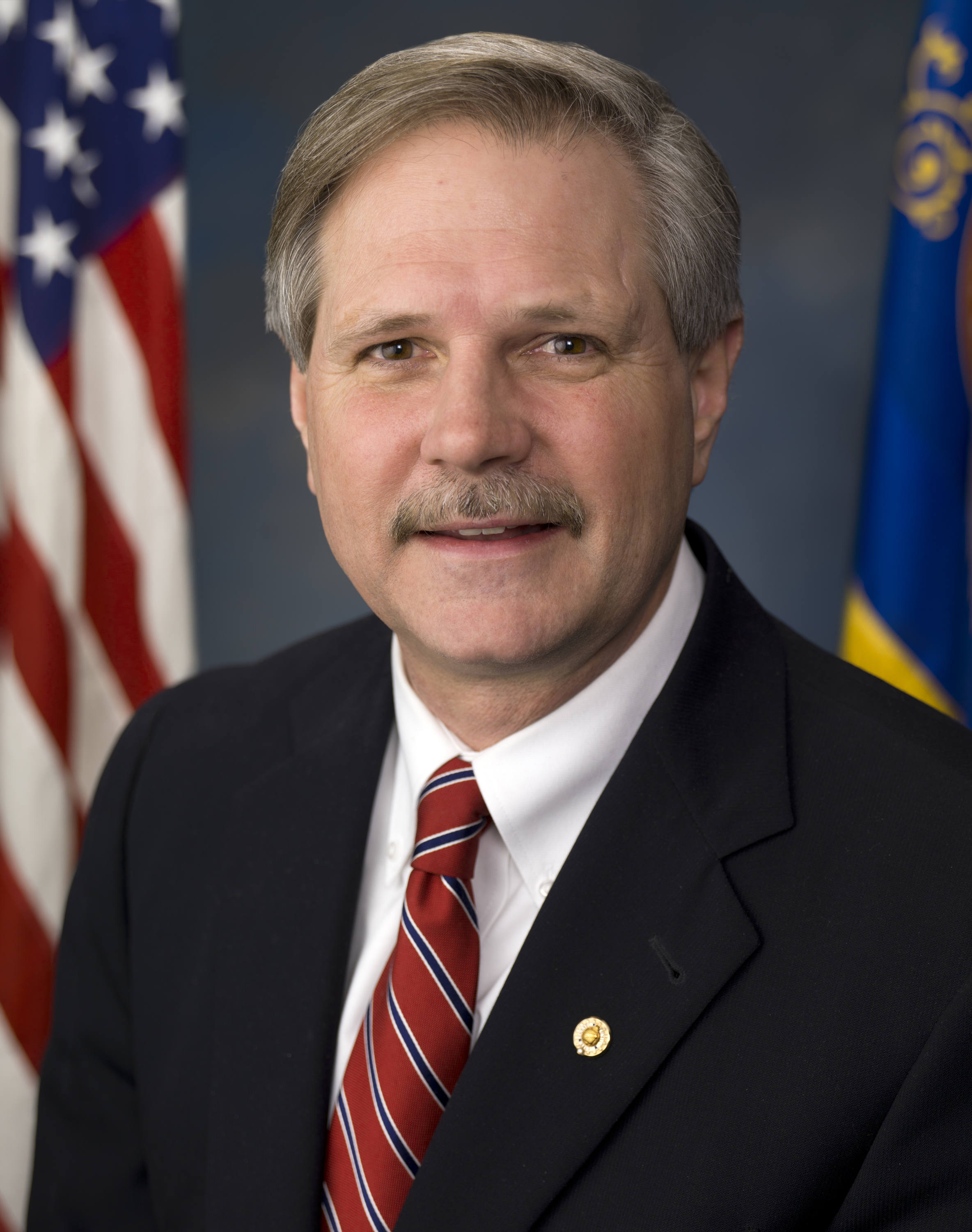
John Hoeven (2011)

John Henry Hoeven III (* 13. März 1957 in Bismarck, North Dakota) ist ein US-amerikanischer Politiker. Der Republikaner war von Dezember 2000 bis Dezember 2010 Gouverneur von North Dakota; seit Januar 2011 vertritt er diesen Bundesstaat im US-Senat in Washington, D.C.

## Frühe Jahre
John Hoeven absolvierte 1979 ein Studium der Betriebswirtschaft am Dartmouth College. Ein weiteres Studium an der Northwestern University schloss er 1981 mit einem MBA ab. Zwischen 1986 und 1993 war er Präsident der First Western Bank in Minot. Von 1993 bis zum Jahr 2000 gehörte er dem Vorstand der Bank of North Dakota an. Politisch trat Hoeven bis zu seiner Kandidatur als Gouverneur von North Dakota wenig bis gar nicht in Erscheinung.

## Politische Laufbahn
Trotz seiner mangelnden politischen Erfahrung wurde Hoeven im Jahr 2000 als republikanischer Kandidat zum neuen Gouverneur von North Dakota gewählt. Er besiegte die Demokratin Heidi Heitkamp mit 55 Prozent der Stimmen und trat sein Amt am 15. Dezember 2000 an. Im Jahr 2004 gelang ihm die Wiederwahl, wobei er sich mit 71,3 Prozent der Stimmen sehr deutlich gegen Joe Satrom durchsetzte. 2008 wurde er mit 74,4 Prozent gegen Tim Mathern ein weiteres Mal bestätigt.
Hoeven versprach bei seinem Amtsantritt sich für folgende politische Schwerpunkte einzusetzen: Die Schulpolitik, die wirtschaftlichen Entwicklung des Landes, die Landwirtschaft, die neuen Technologien, die Energiepolitik und die Verbesserung der Lebensqualität in North Dakota. Tatsächlich ist es ihm in seiner Amtszeit gelungen, das Wirtschaftswachstum zu steigern und neue Arbeitsplätze zu schaffen. Auch das durchschnittliche Einkommen der Bürger ist in dieser Zeit überdurchschnittlich angestiegen.
Am 11. Januar 2010 gab Hoeven bekannt, dass er sich um die Nachfolge des nicht mehr kandidierenden Demokraten Byron Dorgan im US-Senat bewerben werde. In der Primary seiner Partei hatte er keinen Mitbewerber. Nachdem die Umfragen im Vorfeld der Senatswahl einen deutlichen Vorsprung für Hoeven gegenüber Staatssenator Tracy Potter ausgewiesen hatten, gab es auch am Wahlabend keine Überraschung: Mit einem Stimmenanteil von 76 Prozent setzte er sich durch. Hoeven übergab sein Gouverneursamt im Dezember 2010 an seinen Stellvertreter, Vizegouverneur Jack Dalrymple, und hat sein Mandat in Washington am 3. Januar 2011 angetreten. Da er im Jahr 2016 mit 78,6 % der Wählerstimmen in seinem Amt bestätigt wurde, vertrat er auch für die nächsten sechs Jahre seinen Staat im US-Senat. Hoeven wurde auch 2022 wiedergewählt.
John Hoeven ist verheiratet und Vater von zwei Kindern, einem Sohn und einer Tochter.